# Cryptanusia varia
Cryptanusia varia är en stekelart som först beskrevs av Girault 1927.  Cryptanusia varia ingår i släktet Cryptanusia och familjen sköldlussteklar. Inga underarter finns listade i Catalogue of Life.